# Компаньйон (фільм)
«Компаньйон» (ісп. El acompañante) — кубинський драматичний фільм, знятий Павелом Жіро. Світова прем'єра стрічки відбулась 3 жовтня 2015 року на Пусанському міжнародному кінофестивалі. Фільм розповідає про двох чоловіків, хворих на ВІЛ, у санаторії Лос-Кокос.
Фільм був висунутий Кубою на премію «Оскар» за найкращий фільм іноземною мовою.

## У ролях
- Каміла Артеше — Лісандра
- Армандо Мігель Гомес — Деніель Герреро
- Броселіанда Ернандес
- Йотуель Ромеро — Гораціо
- Джазз Вила — Борис

## Визнання
| Нагороди та номінації фільму «Компаньйон» | Нагороди та номінації фільму «Компаньйон» | Нагороди та номінації фільму «Компаньйон» | Нагороди та номінації фільму «Компаньйон» | Нагороди та номінації фільму «Компаньйон» | Нагороди та номінації фільму «Компаньйон» |
| Рік                                       | Кінопремія / Кінофестиваль                | Категорія / Нагорода                      | Номінант                                  | Результат                                 |                                           |
| ----------------------------------------- | ----------------------------------------- | ----------------------------------------- | ----------------------------------------- | ----------------------------------------- | ----------------------------------------- |
| 2016                                      | Малазький іспанський кінофестиваль        | Найкращий латиноамериканський фільм       | «Компаньйон»                              | Перемога                                  |                                           |
| 2016                                      | Маямський кінофестиваль                   | Найкращий фільм                           | «Компаньйон»                              | Перемога                                  |                                           |
| 2016                                      | Маямський кінофестиваль                   | Гран-прі                                  | «Компаньйон»                              | Номінація                                 |                                           |